# Veronica scutellata
Espèce
Statut de conservation UICN

 LC  : Préoccupation mineure
Veronica scutellata, la Véronique en écus, est une espèce végétale de la famille des Scrophulariaceae.

## Habitats
Marais et prés tourbeux.
Lachman en 1951 l'a signalé en plusieurs points de la forêt de Nieppe dans le département du Nord, notamment aux abords des trous de bombes de la Seconde Guerre mondiale.

## Répartition
Dans presque toute la France ; absente de la région méditerranéenne.